# Serkay Tütüncü
Serkay Tütüncü (Smirne, 7 febbraio 1991) è un attore turco.

## Biografia
Nato nel 1991 a Smirne (Turchia) da una famiglia di origine albanese, Serkay Tütüncü ha intrapreso i suoi studi di recitazione presso la Ege University, un'università pubblica della Turchia. Nel 2016 ha partecipato come concorrente al programma televisivo in onda su TV8 Survivor 2016. Nello stesso anno ha presentato il programma televisivo in onda su TV8 Para Bende, seguito nel 2017 dal programma televisivo Survivor Panorama. Nel 2018 ha fatto la sua prima apparizione sul piccolo schermo con la miniserie thriller İnsanlık Suçu, in cui ha interpretato il ruolo di Gökhan Gökdemir. Nel 2019 e nel 2020 ha interpretato il ruolo di Volkan Çekerek nella serie Afili Aşk.
Nel 2020 è entrato a far parte del cast della serie Mr. Wrong - Lezioni d'amore (Bay Yanlış), dove ha interpretato il ruolo del cuoco Ozan Dinçer e dove si fidanza con Deniz Koparan (interpretata da Cemre Gümeli). Nello stesso anno ha partecipato al programma di YouTube Bekar Erkeğin Rehberi.
Nel 2021 ha interpretato il ruolo di Ikler Ilgaz nella serie Innocence (Masumiyet). L'anno successivo, nel 2022, ha ricoperto il ruolo di Alaz nella serie di beIN CONNECT Dreams and Realities - La forza dei sogni (Hayaller ve Hayatlar). Nello stesso anno ha ricoperto il ruolo di Yakup Ortaç nella serie Kusursuz Kiracı e partecipato al programma in onda su Kanal D Arda ile Omuz Omuza e a quello di beIN CONNECT Ege Mavisi. Nel 2023 e nel 2024 ha vestito i panni di Kahraman Demir nella serie Kirli Sepeti, seguita nel 2024 e nel 2025 dal ruolo di Kıvanç Kurt nella serie Sandık Kokusu.

## Vita privata
Nel 2021 è stato legato sentimentalmente all'attrice İlayda Alişan, conosciuta sul set della serie Innocence (Masumiyet). Inoltre, ha anche avuto una relazione con l'insegnante di yoga Nesli Alagil. Successivamente si è fidanzato con l'attrice Cemre Gümeli, conosciuta sul set della serie Mr. Wrong - Lezioni d'amore (Bay Yanlış).

## Filmografia

### Televisione
- İnsanlık Suçu – miniserie TV, 8 episodi (Kanal D, 2018)
- Afili Aşk – serie TV, 38 episodi (Kanal D, 2019-2020)
- Mr. Wrong - Lezioni d'amore (Bay Yanlış) – serie TV, 14 episodi (Fox, 2020)
- Innocence (Masumiyet) – serie TV, 13 episodi (Fox, 2021)
- Kusursuz Kiracı – serie TV, 6 episodi (Fox, 2022)
- Dreams and Realities - La forza dei sogni (Hayaller ve Hayatlar) – serie TV, 26 episodi (beIN CONNECT, 2022)
- Kirli Sepeti – serie TV, 17 episodi (Fox, 2023-2024)
- Sandık Kokusu – serie TV, 26 episodi (Show TV, 2024-2025)

## Programmi televisivi
- Survivor 2016 (TV8, 2016) - concorrente
- Para Bende (TV8, 2016) - conduttore
- Survivor Panorama (TV8, 2017) - conduttore
- Bekar Erkeğin Rehberi (YouTube, 2020) - guest star
- Arda ile Omuz Omuza (Kanal D, 2022) - guest star
- Ege Mavisi (beIN CONNECT, 2022) - guest star

## Doppiatori italiani
Nelle versioni in italiano dei suoi film e delle sue serie TV, Serkay Tütüncü è stato doppiato da:
- Luca Mannocci[26] in Mr. Wrong - Lezioni d'amore,[27] in Innocence[28]
- Federico Viola[29] in Dreams and Realities - La forza dei sogni[30]

## Riconoscimenti
- Turkey Youth Awards
  - 2020: Vincitore come Miglior attore televisivo non protagonista per la serie Afili Aşk